# Algemene verkiezingen in Liberia (1903)

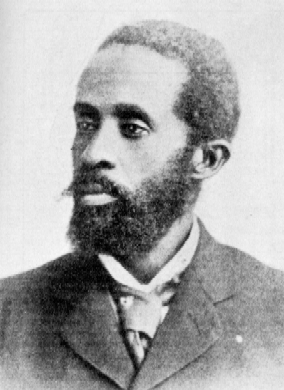
President Arthur Barclay.

De algemene verkiezingen in Liberia van 1903 werden in mei van dat jaar gehouden en gewonnen door Arthur Barclay van de True Whig Party. Hij versloeg oud-president William David Coleman van de People's Party Exacte data, zoals stemverdeling, opkomst en dergelijke ontbreken.
Het eerste ambtstermijn van Barclay ving aan op 4 januari 1904 toen hij als president werd geïnaugureerd.